# Мазохізм
Мазохі́зм — прагнення людини до задоволення, яке проявляється в тому, щоб їй було завдано болю. Цей біль може бути фізичними або психічними стражданнями. При цьому мазохізм розглядається і як умова, і як джерело задоволення. Це може бути сексуально мотивоване або мати інші мотиви, наприклад, щоб компенсувати психологічний тиск.
Поняття у науку запровадив німецько-австрійський психіатр і судмедексперт Ріхард фон Крафт-Ебінг за іменем австрійського письменника, уродженця Львова Леопольда фон Захер-Мазоха(1836-1895).
При мазохістській формі сексуальної активності сексуальне задоволення залежить від фізичного чи психічного болю (побиття, загрози, приниження, образа тощо), що реально або в уяві був завданий партнером. Мазохізм з'являється в ранньому дитинстві, зазвичай у поєднанні з садизмом (садомазохізм), як компонентний або парціальний потяг. Для виникнення мазохістських переживань інколи достатньо буває думки (уяви сцен приниження). Часто мазохізм поєднується зі сценами ексгібіціонізму.